# ジャズワールド
ジャズワールド (Jazz World) は、株式会社ジャズワールドが発刊していた、月刊の日本ジャズ専門新聞である。日本ジャズ界で活動している歌手やバンドマンたちを紹介、ステージ情報などを提供していた。毎月1日発行。
2020年2月号の発行を以って休刊となった。

## 解説
編集長であるヴィブラフォン奏者・内田晃一が1979年（昭和54年）に第1号を発刊し、通巻300号を超える日本ジャズ界唯一の専門新聞である。第1号を発刊した同年7月3日に第三種郵便物認可も受けている。ページは各号平均して12ページほどであり、記事もさることながら日本ジャズに関する広告も多く掲載される傾向にある。
主な記事は以下の通り。
- 「あんなこと　こんなこと」（ジャズ評論家・原田充が、現在の日本ジャズ界について多方面から見解を述べている。同紙の常設記事）
- 「On Stage」（日本ジャズ界における様々な出来事を掲載している）
- 「国内ジャズニュース足報」（今後行われるジャズのステージについて記載されている）
- 「FROM THE EDITOR」（編集長自らによる編集後記で、同紙公式ホームページに内容が毎月掲載されている）

この他にも日本ジャズ界のお悔やみ記事や日本ジャズヴォーカル賞関連記事などが掲載されている。

## 記事の傾向
同紙の傾向として大きく特徴付けられているのが、歌手やバンドマンたち、ひいては日本ジャズ界全体を独自の視点から批評していることである。これは発刊当時から一貫しているが、それらタブロイド的な記事は減少傾向にあり、その一方で国内ジャズのステージ紹介や広告が増加する傾向にある。

## 日本ジャズヴォーカル賞
株式会社ジャズワールドが主催しており、「大賞」「新人賞」「奨励賞」などの賞がある。毎年受賞者が選ばれているが、部門が毎回固定的していてその賞を何名に授与するといったことはなく、年によって「優秀歌唱賞」なども存在する。また、「大賞」などの特定の賞の受賞者がいないこともある。
日本ジャズヴォーカル賞は1985年（昭和60年）から「水島早苗ジャズヴォーカル賞」として始まり、第3回～5回「日本ジャズボーカル賞」、第6回～13回「ツムラジャズボーカル」賞と2度の名称変更を経て現賞に至っている。受賞者はいずれも日本ジャズ界で活躍するヴォーカルばかりであり、日本ジャズ界の権威ある賞としても存在している。
以下に歴代の受賞者名を掲載する。
| 年             | 大賞             | 新人賞           | 優秀歌唱賞       | 奨励賞（第1回～第15回） 特別奨励賞（第20回～） | 特別功労賞               |
| -------------- | ---------------- | ---------------- | ---------------- | ---------------------------------------------- | ------------------------ |
| 第1回（1985）  | 中本マリ         | ヨーコ・サイクス |                  | ドリー・ベイカー 笈田敏夫                      |                          |
| 第2回（1986）  | 阿川泰子         | ロミ&ジョーカー  |                  |                                                |                          |
| 第3回（1987）  | 伊藤君子         | 大橋美加         |                  | 金丸正城 レイモンド・コンデ                    |                          |
| 第4回（1988）  | タイムファイブ   | ジュリア         |                  | 中丘ケイ                                       |                          |
| 第5回（1989）  |                  | 山岡未樹         |                  | 森末慎二                                       |                          |
| 第6回（1990）  | マーサ三宅       | チカ・シンガー   |                  |                                                |                          |
| 第7回（1991）  |                  | 広瀬麻美         |                  | 柳沢慎一                                       |                          |
| 第8回（1992）  | ペギー葉山       | 三槻直子         |                  | シャイニーストッキングス                       |                          |
| 第9回（1993）  | 雪村いづみ       | キャロル山崎     |                  | 沢田靖司                                       |                          |
| 第10回（1994） | 笈田敏夫         | 鈴木重子         |                  | Flyin' Cab                                     |                          |
| 第11回（1995） | 後藤芳子         | BREEZE           |                  | 古谷充                                         |                          |
| 第12回（1996） | しばたはつみ     | 青柳陽子         |                  | 美山夏蓉子                                     |                          |
| 第13回（1997） | アンリ菅野       | 野間瞳           |                  | 新子和江                                       |                          |
| 第14回（1998） | 高橋伸寿         | ほんごさとこ     |                  |                                                |                          |
| 第15回（1999） | 峰純子           |                  |                  | 大原直美                                       |                          |
| 第16回（2000） | 小林桂           | 長田葉子         |                  |                                                |                          |
| 第17回（2001） | ドリー・ベイカー | 米田まり         |                  |                                                |                          |
| 第18回（2002） | 井上良           | 石橋みどり       | マリア・エヴァ   |                                                |                          |
| 第19回（2003） |                  | しげのゆうこ     | 平賀マリカ       |                                                | 笈田敏夫（故人への追贈） |
| 第20回（2004） | ウィリー沖山     | 彩木香里         |                  | 麻生光希                                       |                          |
| 第21回（2005） | 澤田靖司         | 森郁             | EIKO             |                                                |                          |
| 第22回（2006） | 澤村美司子       | 池田聖子         |                  |                                                |                          |
| 第23回（2007） | 山岡未樹         | おぬきのりこ     |                  | 星野由美子                                     |                          |
| 第24回（2008） | 西村協           | 藤田佐奈恵       |                  | 沢村まみ                                       |                          |
| 第25回（2009） | 平賀マリカ       | YOKO             |                  |                                                | ケイ石田                 |
| 第26回（2010） | マリア・エヴァ   | 飯田さつき       |                  | 平田康子                                       |                          |
| 第27回（2011） | キャロル山崎     | 千景             | 紗野葉子         |                                                |                          |
| 第28回（2012） | 三槻直子         | 櫻井みどり       | しげのゆうこ     |                                                |                          |
| 第29回（2013） | 豊田チカ         | 市川美鈴         |                  | 遠藤義徳                                       |                          |
| 第30回（2014） | ナオミ・グレース | 飯田久美子       | やまもときょうこ |                                                |                          |
| 第31回（2015） | 由起真           | YURIE            |                  | 澄淳子                                         |                          |
| 第32回（2016） | 霧生ナブ子       | 桃井まり         | おぬきのりこ     | 一泉ナオ子                                     |                          |
| 第33回（2017） | 丸山繁雄         | 金本麻里         |                  | 瀬戸カオ                                       |                          |
| 第34回（2018） | 大橋美加         | 堀内実智代       |                  | 正木まどか                                     |                          |
| 第35回（2019） | やまもときょうこ | 大倉ミカ         | 石橋みどり       | ランデル洋子                                   |                          |